# Сан (річка, Франція)
Сан (фр. Saâne (французька вимова: [san]) — річка в Нормандії, Франція, довжиною 40 кілометрів (25 миль), що протікає через департамент Приморська Сена.

## Географія
Сана бере свій початок у Пеї-де-Ко на території селища Варван у комуні Валь-де-Сан. Рухаючись на північ, вона протікає через комуни Саан-Сен-Жуст, Озувіль-сюр-Саан, Бівіль-ла-Рив'єр, Браші, Гер, Увіль-ла-Рив'єр і Лонгей і впадає в Ла-Манш між Кібервілем і Сент-Маргерит-сюр-Мер. У Лонгей, недалеко від гирла, потік відносно низький, 2,6 м³/с, через малий розмір вододілу (270 км²), однак у Гер (Приморська Сена), на правому березі, значна притока, річка В'єнн, довжиною 15 км, зливається з Сан. Як і більшість інших річок регіону, Сан класифікується як річка першого класу, пропонуючи рибалкам можливість зловити форель і лосося.